# Stephen Oppenheimer
Stephen Oppenheimer (sinh năm 1947), người Anh, là bác sĩ nhi khoa, nhà di truyền học, và nhà văn. Ông là thành viên của Green Templeton College, Oxford và thành viên danh dự của trường Y học Nhiệt đới Liverpool. Ông thực hiện và xuất bản các nghiên cứu trong lĩnh vực di truyền học và thời tiền sử của con người.

## Hoạt động
Oppenheimer được đào tạo về y học tại trường đại học Oxford và London vào năm 1971. Từ năm 1972, ông làm việc như một bác sĩ nhi khoa lâm sàng, làm việc chủ yếu ở Malaysia, Nepal và Papua New Guinea. Ông thực hiện và công bố nghiên cứu lâm sàng trong các lĩnh vực dinh dưỡng, bệnh truyền nhiễm (bao gồm cả bệnh sốt rét), và di truyền, tập trung vào sự tương tác giữa dinh dưỡng, di truyền và nhiễm trùng, đặc biệt là dinh dưỡng sắt, bệnh thiếu máu và bệnh sốt rét. Từ năm 1979 ông chuyển sang nghiên cứu y học và giảng dạy, tại trường Y học Nhiệt đới Liverpool, thuộc đại học Oxford, đồng thời ở trung tâm nghiên cứu tại Kilifi, Kenya, và tại Universiti Sains Malaysia ở Penang, Malaysia.
Ông đã trải qua ba năm thực hiện nghiên cứu thực địa tại Papua New Guinea, nghiên cứu ảnh hưởng của vi lượng sắt trong tính nhạy cảm với nhiễm trùng. Nghiên cứu thực địa của ông, xuất bản vào cuối năm 1980, xác định vai trò của đột biến gen ở các vùng sốt rét như là kết quả của chọn lọc tự nhiên do tác dụng bảo vệ chống lại bệnh sốt rét, và rằng các kiểu gen (genotype) khác nhau cho phép truy tìm sự di cư theo alpha-thalassemia ra Thái Bình Dương. Sau việc đó, ông tập trung vào nghiên cứu việc sử dụng các đột biến gen xác định để làm chỉ dấu cho truy tìm dòng di cư thời tiền sử.
Từ 1990-1994 Oppenheimer là chủ tịch và giám đốc trung tâm dịch vụ lâm sàng tại Khoa Nhi tại Đại học Trung văn Hồng Kông. Ông làm việc như bác sĩ nhi khoa, chuyên viên cao cấp tại Brunei từ năm 1994 đến năm 1996. Ông trở về Anh vào năm 1997, viết cuốn sách Eden in the East (Địa đàng phương Đông): lục địa bị chìm trong khu vực Đông Nam Á, xuất bản năm 1998. Cuốn sách tổng hợp công trình của một loạt các ngành, bao gồm cả hải dương học, khảo cổ học, ngôn ngữ học, nhân học xã hội và di truyền con người.
Oppenheimer tiếp tục viết sách báo, và bắt đầu một sự nghiệp thứ hai là một nhà nghiên cứu và nhà văn nổi tiếng trong khoa học về thời tiền sử của con người. Ông xuất bản cuốn sách thứ hai, Out of Eden (Rời khỏi địa đàng): các cuộc định cư ra thế giới, và Sau đó năm 2006 ông viết "Nguồn gốc của người Anh: phóng sự thám tử di truyền", nói về cư dân chiếm lĩnh Vương quốc Anh và Ireland thời hậu băng hà.
Oppenheimer làm cố vấn cho các loạt phim tài liệu truyền hình:
- The Real Eve (Discovery Channel),
- Out of Eden (Channel 4),
- The Incredible Human Journey (Hành trình di cư của nhân loại không thể tin được), bộ phim tài liệu khoa học của truyền hình BBC do Alice Roberts chủ biên, làm năm 2009.

## Tác động đến nghiên cứu thời tiền sử Đông Nam Á
Eden in the East (Địa đàng phương Đông) và Out of Eden (Rời khỏi địa đàng) đề cập đến thời tiền sử ở đông và Đông Nam Á, nên giành được sự quan tâm của giới học giả nghiên cứu thời tiền sử ở vùng này, trong đó có Việt Nam. Diễn đạt của Oppenheimer dẫn đến việc hiểu rằng ông coi Đông Nam Á là một cái nôi phát triển của loài người, tập trung trong một số quan điểm bao gồm thứ nhất, Đông Nam Á là cái nôi đầu tiên của nông nghiệp xét trên phạm vi toàn cầu, và chính những sắc dân khu vực này đã truyền kỹ thuật trồng lúa nước cho người Hán. Thứ hai, Đông Nam Á là cội nguồn của nhiều yếu tố trong các nền văn minh phương tây. Và thứ 3, người Đông Nam Á chứ không phải người Trung Hoa đã thiên di tới vùng Đa đảo (Polynesia) Nam Thái Bình Dương.
Các quan điểm này dẫn đến hai luồng ý kiến tranh luận:
- Phái phát triển ý tưởng "cái nôi", cho rằng từ vùng này một bộ phận loài người phát triển và lan tỏa đến các vùng khác, kể cả đến Trung Đông và Trung Quốc. Nó hiện ra trong suy diễn về văn hóa Hòa Bình ở Việt Nam, hay trong một số nghiên cứu dạng "bàn về nguồn gốc người Việt"[4].
- Phái cho rằng nghiên cứu của Oppenheimer là những dữ liệu về một thời kỳ phát triển, nhưng chưa đủ định lượng để phản bác những kết quả nghiên cứu sinh học phân tử sau này [3][5][a]. Chính Oppenheimer khi làm cố vấn cho bộ phim tài liệu The Incredible Human Journey cũng không đưa suy luận quá xa của mình vào đó[2].

## Các sách xuất bản
- The Origins of the British - A Genetic Detective Story. 2006, Constable and Robinson. ISBN 1-84529-158-1.
- Out of Eden. 2004, Constable and Robinson ISBN 1-84119-894-3. Tại Mỹ có tiêu đề The Real Eve. Carroll & Graf; (09/09/2004) ISBN 0-7867-1334-8.
- Eden in the East. 1999, Phoenix (Orion) ISBN 0-7538-0679-7.